# Dél-afrikai Unió
A Dél-afrikai Unió a mai Dél-afrikai Köztársaság elődállama volt, melyet 1910. május 31-én Fokföld, Transvaal Köztársaság, Oranje Szabadállam és Natal brit gyarmatok egyesítésével hoztak létre.
Az első világháborút követően Dél-Afrika győztes hatalomként és a versailles-i békeszerződés aláírójaként a Népszövetség alapító tagja volt. Délnyugat-Afrikát, melyet 1920-ban nyert el Németországtól, népszövetségi mandátumterületként kormányozta. Habár ötödik tartományának tekintette, formálisan sosem annektálta a területet.
Csakúgy, mint Kanada, Ausztrália vagy Új-Zéland, a Dél-afrikai Unió is egy önkormányzó domínium volt a Brit Birodalomban. Az 1926-os Birodalmi Konferencia részleges, majd az 1931-es westminsteri statútum teljes önállóságot biztosított a domíniumoknak a birodalmon belül, 1947-ben, a modern Nemzetközösség megalakulásával pedig nemzetközösségi királysággá alakult, és 1961-ig az is maradt, amikor Dél-Afrika fehér lakosai egy népszavazáson a köztársaság mellett döntöttek az unióval szemben. A monarchiát 1961. május 31-én váltotta le a köztársaság, és Dél-Afrika elhagyta a Nemzetközösséget.

## Történelem

### A Nemzeti Konvenció és az Unió megalakulása
A Nemzeti Konvenció egy többalkalmas alkotmányozó gyűlés volt, melyeket 1908 és 1909 között Durbanben, Fokvárosban és Bloemfonteinben tartottak. A gyűléseken 33 képviselő vett részt, Fokföldet 12, Transvaalt nyolc, a Szabadállamot és Natalt öt-öt, Dél-Rodéziát pedig három delegált tag képviselte (Dél-Rodézia végül nem csatlakozott az unióhoz). Ezen gyűlések eredményeként született meg a brit parlament által jóváhagyott  South Africa Act, ami 1910. május 31-i hatályba lépésével Dél-Afrika első alkotmánya lett.

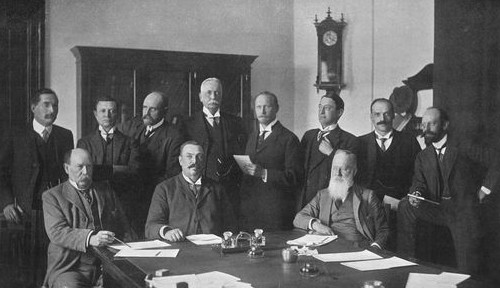
A Botha-kabinet, az Unió első kormánya

### Az első világháború

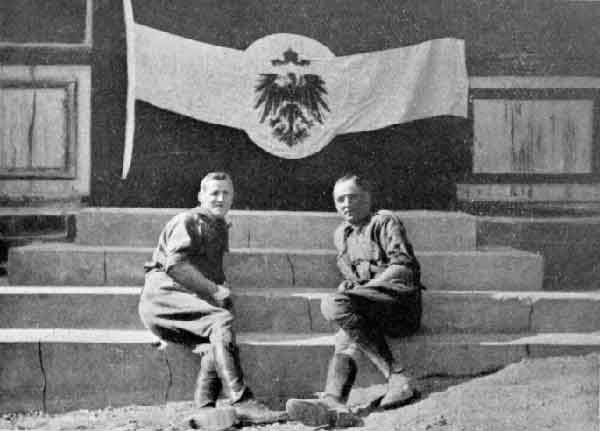
Dél-afrikai katonatisztek a német zászlóval pózolnak Windhoekban

1914 augusztusában a brit kormány hadüzenetet küldött Németországnak. Annak ellenére, hogy Dél-Afrika domíniumi státuszának köszönhetően magas szintű autonómiát élvezhetett a Brit Birodalmon belül, nem tehette meg, hogy kimarad a háborúból – jogilag a brit parlament a dél-afrikai felett állt. 1914 és 1918 között 250 000 dél-afrikai szolgált az ország hadseregében, több ezer pedig közvetlenül a brit haderőben. A háború kitörésekor Louis Botha miniszterelnök úgy gondolta, hogy a háború kiváló alkalom arra, hogy a domínium területét gyarapítsa. Dél-Afrika Európába, Egyiptomba, Palesztinába és Német Kelet-Afrikába is küldött expedíciós erőket, Német Délnyugat-Afrikát pedig 1915-ben elfoglalta. A versailles-i békeszerződés aláírásával az unió gyámsága alá helyezték Délnyugat-Afrikát népszövetségi mandátumterületként, Dél-Afrika pedig a Népszövetség alapító tagja lett.

### A Maritz-felkelés
A Maritz-felkelés 1914. szeptember 15-én tört ki a brit uralom ellen, azonban a lázadókat már 1915 februárjában leverték. A lázadás kiváltó oka az volt, hogy a búrok tudatában még frissek voltak a második búr háború emlékei, és egy, a brit koronától szabad Dél-Afrika létrehozása volt a céljuk. Az unió 101, a felkelők 353 embert vesztettek.

### A két világháború között: a westminsteri statútum
Az 1926-os londoni Birodalmi Konferencián a Brit Birodalom és a domíniumok vezetői a Balfour-nyilatkozatban rögzítették, hogy az Egyesült Királyság és a domíniumok „autonóm közösségek a Brit Birodalmon belül, egyenlőek státuszukban, semmilyen módon nem alárendeltjei egymásnak bel- és külügyeikben, bár egyesíti őket a közös hűség a Koronához és szabad szövetségük mint a Brit Nemzetközösség tagjai”, az 1931-es westminsteri statútum aláírásával a birodalom autonóm közösségei pedig kijelentették, hogy egyik domínium sincs alárendelve a brit parlamentnek, illetve az abban elfogadott törvényeknek, kivéve, ha a domínium a törvény önmagára való kiterjesztését kérte.

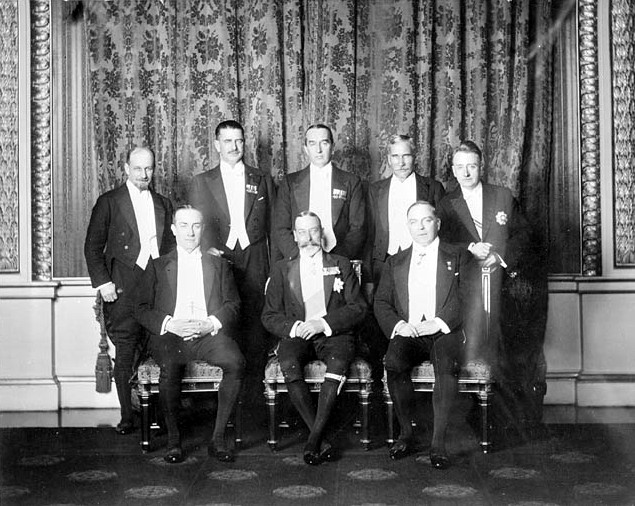
V. György király az Egyesült Királyság és a domíniumok miniszterelnökeivel az 1926-os Birodalmi Konferencián

### A második világháború

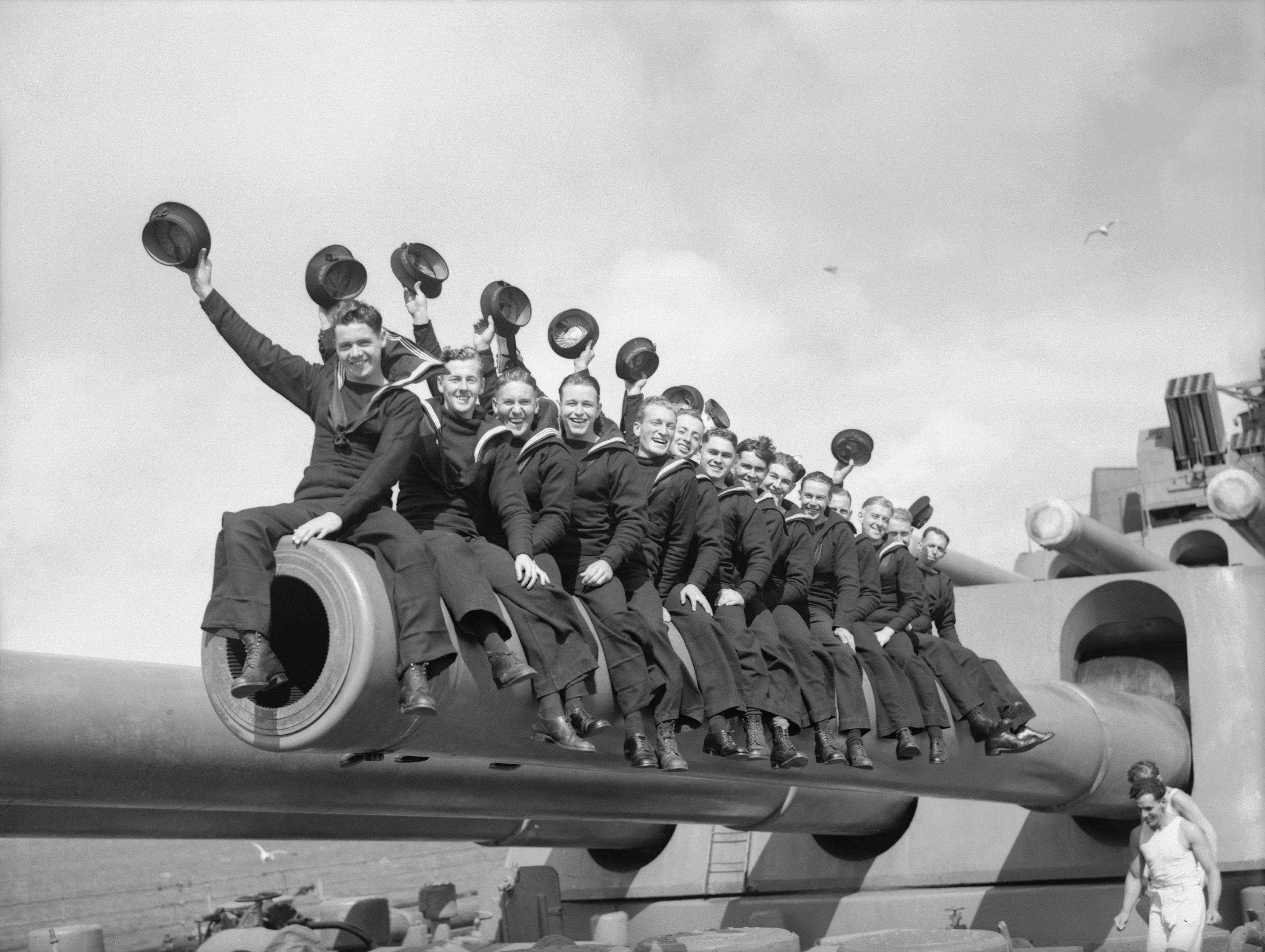
Dél-afrikai tartalékos tengerészek a brit HMS Nelson csatahajó egyik 406 mm-es kaliberű ágyúcsövén.

A háború előestéjén Dél-Afrika sajátos politikai dilemmával küzdött. Az unió Nagy-Britannia közeli szövetségese, államfője pedig a brit király, miniszterelnöke viszont James Hertzog – az afrikánerpárti és britellenes Nemzeti Párt (Nasionale Party, NP) vezetője – volt. Akkoriban az NP nem önállóan, hanem a Jan Smuts által vezetett és britpárti Dél-afrikai Párttal (South African Party) koalícióban kormányzott - közös pártjuk neve az Egyesült Párt (United Party/Verenigde Party) volt. Miután Adolf Hitler csapatai lerohanták Lengyelországot 1939. szeptember 1-jén, az Egyesült Királyság két nappal később hadat üzent Németországnak. Heves viták szóltak a fokvárosi parlamentben a háborúpártiak és annak ellenzői között. Végül szeptember 4-én az Egyesült Párt többsége úgy döntött, hogy meneszti a háborúellenes Hertzogot és Smutsöt helyezi a miniszterelnöki székbe. Az új miniszterelnök szeptember 6-án jelentette be Dél-Afrika hadiállapotát Németországgal. Körülbelül 334 ezer dél-afrikai vett részt a harcokban világszerte, közülük 11 023-an estek el a harcok során a Commonwealth War Graves Commission adatai szerint.

### Az apartheid kezdete és a monarchia utolsó napjai
A háború után a legtöbb angolajkú Jan Smutsöt és az SAP-t, az afrikaans-ajkú lakosság pedig inkább a Daniël François Malan által vezetett NP-t támogatta, mely az 1948-as választásokat meg is nyerte, így nekiláthatott egy erősebb apartheid-rendszer kiépítéséhez. Miután Malan az 1953-as választás után egy évvel lemondott, és az őáltala szorgalmazott apartheid rendszer mellett egy szigorúbb szegregációs elvet, a baasskapot támogató keményvonalasabb politikus, Hans Strijdom került a miniszterelnöki székbe. Regnálása alatt az addig sem túl jó kapcsolat – a Brit Birodalom tagjaival, főként az Egyesült Királysággal – tovább romlott, lévén Strijdom az egyik leghangosabb szószólója volt a köztársaságpártiaknak. Az 1958-as választásokon, a Nemzeti Pártnak sikerült, párttörténetében először, kétharmados többséget szereznie, viszont a kormányfő egyre romló egészségével, majd 1958. augusztus 24-én hirtelen bekövetkezett halálával megtorpanni látszott az ország a köztársasággá válás útján. Strijdom utódja, a korábban bennszülöttügyi miniszteri posztot betöltött Hendrik Verwoerd lett, aki nagy meglepetést okozva bejelentette, hogy referendumot fognak kiírni a köztársaság kérdéséről. Háromnegyed év múlva, 1960. október 5-én a Dél-afrikai Unió – szigorúan fehér bőrű – lakosai részt vehettek egy népszavazáson, ahol országuk jövőjéről dönthettek: kitartanak az unió mellett, vagy szakítanak a monarchiával és a Nemzetközösséggel. Az eredmény rendkívül szoros volt és az afrikáner érdekek érvényesültek: a nép 52,29%-a a köztársaság mellett tette le voksát. Dél-Afrika 1961. május 31-én alakult köztársasággá, s hagyta el a Nemzetközösséget – kereken 51 évvel az Unió alapítása után.

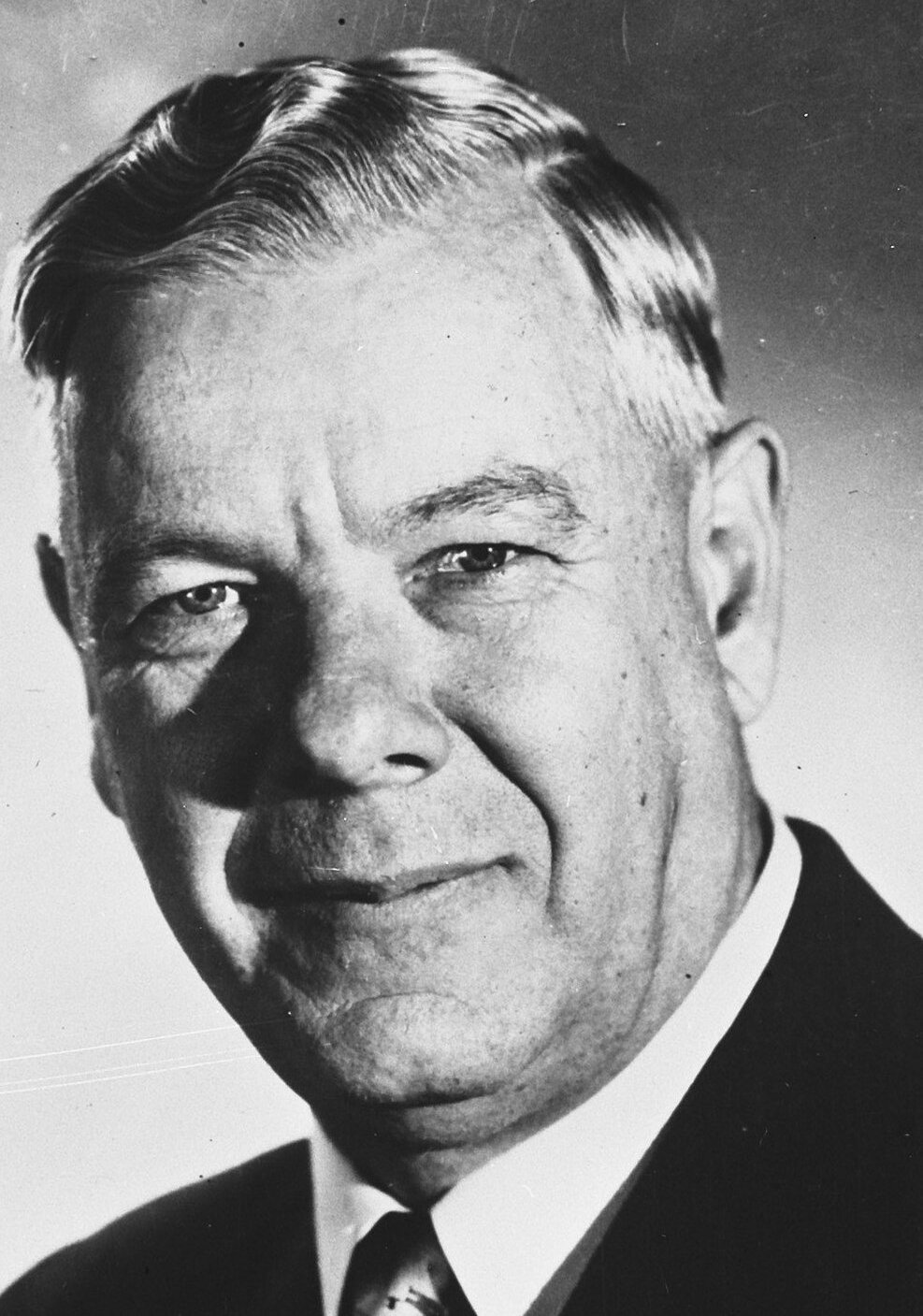
Az unió utolsó miniszterelnöke, Hendrik Verwoerd

## A Dél-afrikai Unió és Dél-Rodézia

### Az 1922-es csatlakozási referendum
Dél-Rodéziának lehetősége nyílt csatlakozni az unióhoz, azonban a nép ezt az 1922-ben tartott népszavazáson elutasította. Egyesek a dél-rodéziai önkormányzást, mások az unióba való belépést részesítették előnyben. Sir Charles Coghlan, aki Dél-Rodézia miniszterelnöke is volt egy időben, úgy gondolta, hogy az unióba való belépés „Rodéziát Dél-Afrika Ulsterévé tenné”. A referendum eredménye szerint a dél-rodéziaiak 59,4%-a elutasította a csatlakozást az unióhoz, míg 40,6%-uk a belépés mellett voksolt.

## Galéria

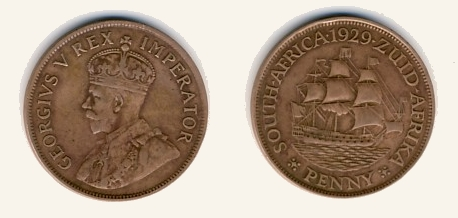
Dél-afrikai 1 pennys érme V. György király portréjával, 1960-ig a brit uralkodó képmása szerepelt a dél-afrikai érmék előoldalán.
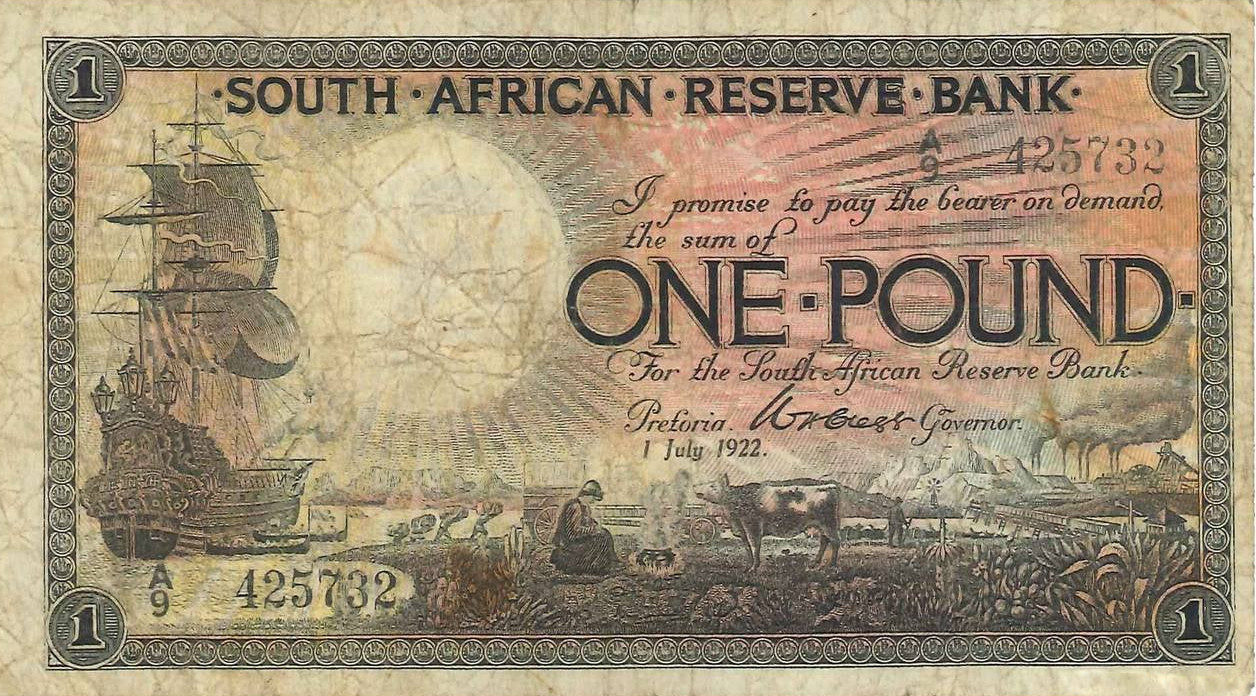
Dél-afrikai 1 fontos bankjegy 1922-ből. A dél-afrikai font fennállása során paritásban volt a brit font sterlinggel.
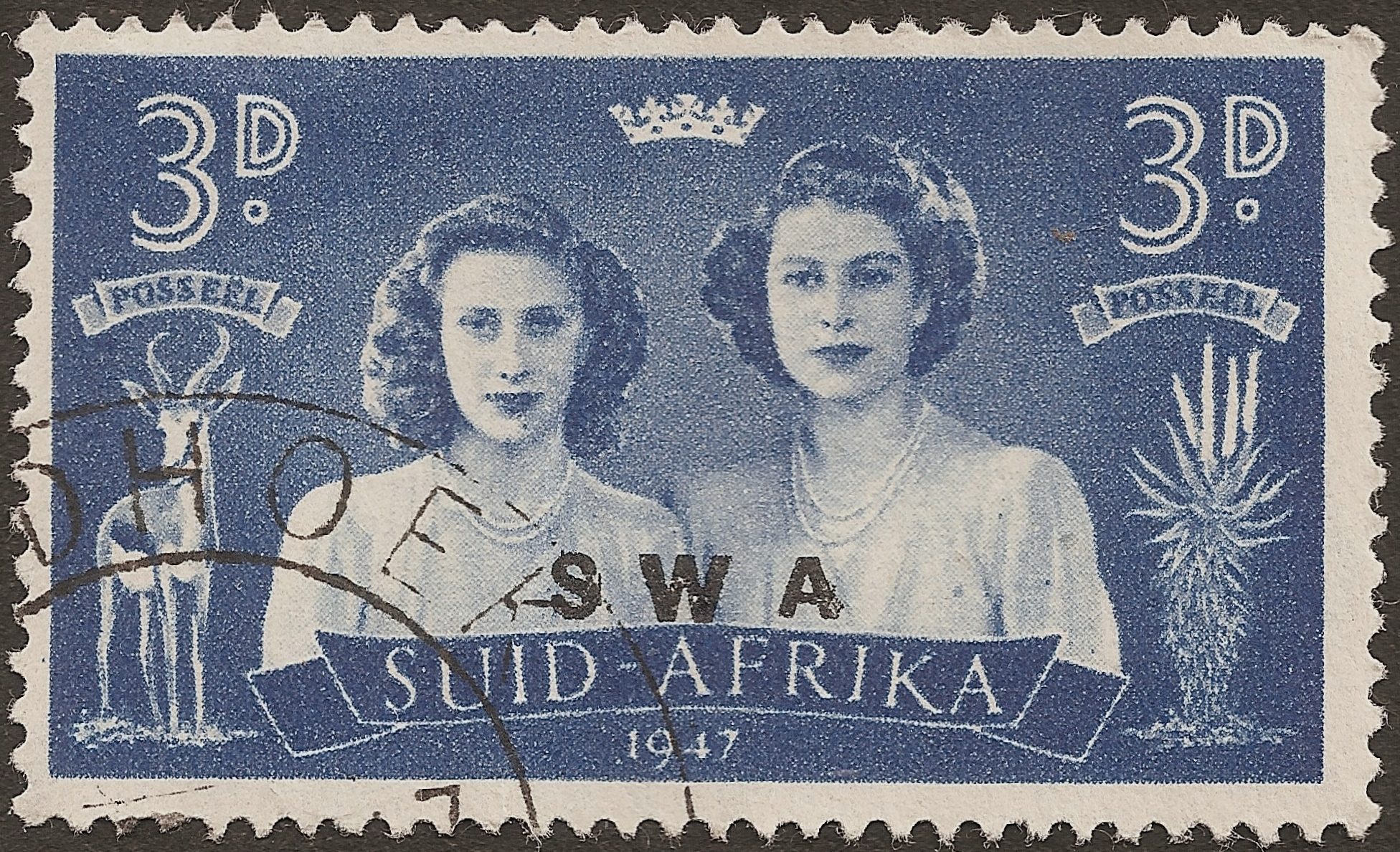
Margit és Erzsébet hercegnő egy délnyugat-afrikai bélyegen az 1947-es királyi látogatásnak emléket állítva
A Dél-afrikai Unió narancssárga-fehér-kék zászlaja előtt használt lobogója a Union Jackkel és a címerrel
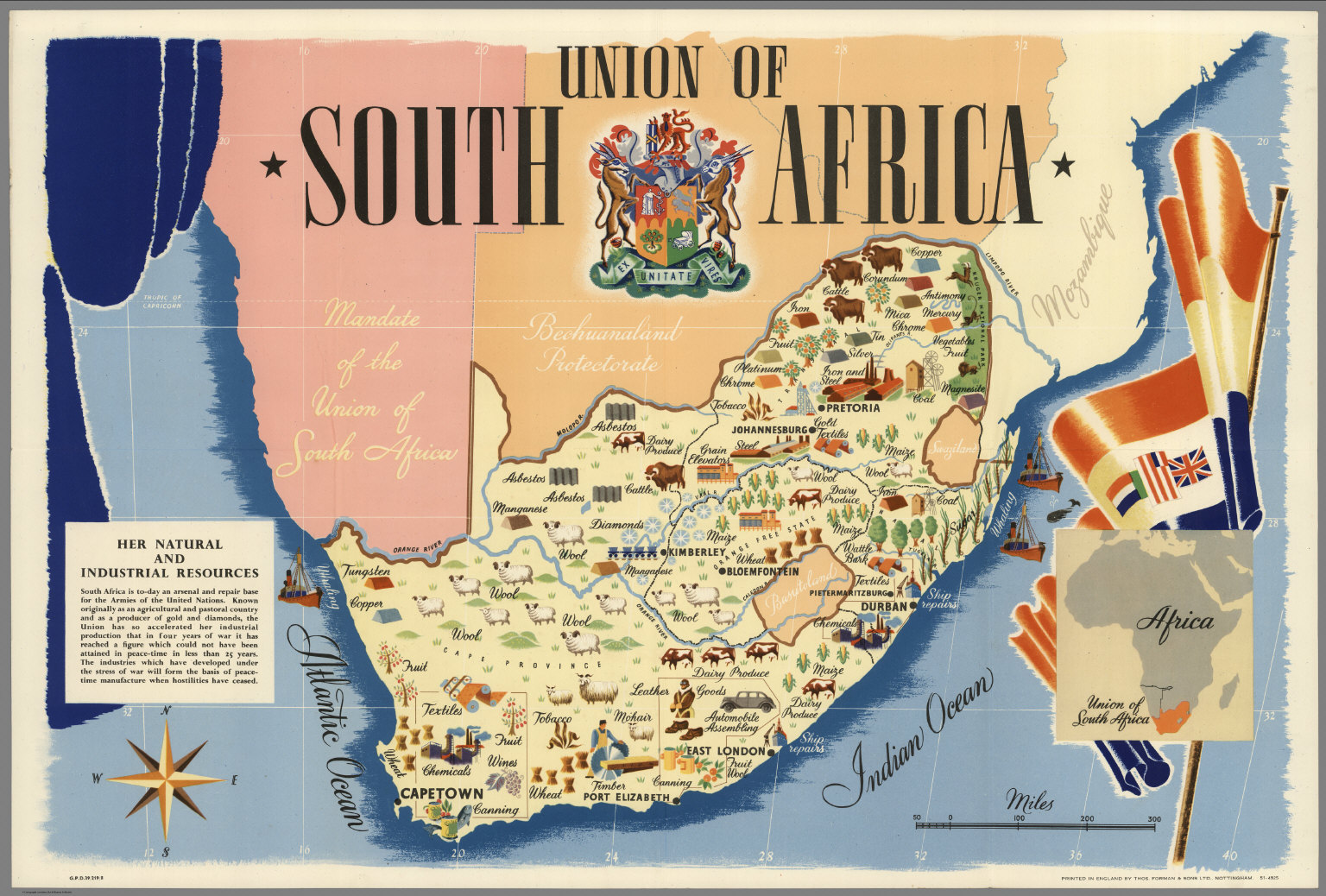
Az unió illusztrált térképe